# 하의고등학교
하의고등학교(荷衣高等學校)는 대한민국 전라남도 신안군 하의면 웅곡리에 있는 공립 고등학교이다.

## 학교 연혁
- 1965년 3월 12일 : 하의중학교 개교
- 1986년 3월 12일 : 하의종합고등학교 개교
- 1999년 9월 1일 : 중·고 통합학교 운영
- 2000년 3월 1일 : 하의종합고등학교를 하의고등학교로 개명
- 2025년 2월 7일 : 중학교 제58회 졸업 1명(총 졸업생 수 5,083명)
- 2025년 2월 7일 : 고등학교 제37회 졸업 5명(총 졸업생 수 811명)
- 2025년 3월 1일 : 고등학교 제22대 고광현 교장 부임

## 참고 자료
- 하의고등학교 - 한국교육학술정보원 학교알리미